# بارمیسن
بارمیسن (به آلمانی: Barmissen) یک شهر در آلمان است که در پلون واقع شده‌است. بارمیسن ۱۸۵ نفر جمعیت دارد.